# Thomas Baines (upptäcktsresande)
Thomas Baines, född den 27 november 1820 i grevskapet Norfolk, död den 8 maj 1875 i Durban, var en engelsk forskningsresande.
Baines var i sin ungdom artist och deltog som målare i kriget med "kafferfolket" 1848–51. Efter att 1855–56 ha medföljt en expedition till Australien, var han 1858–61 Livingstone följaktig på dennes resor i Sambesiområdet, och 1869 undersökte han guldfälten i Matabelelandet. Baines utgav flera resebeskrivningar.